# 32186 McMullan
32186 McMullan este o planetă minoră (asteroid), cu un diametru de 4,18 km, din centura de asteroizi. A fost descoperită pe 5 iulie 2000 la Stația Anderson Mesa de Lowell Observatory Near-Earth-Object Search. 
Obiectul prezintă o orbită caracterizată de o semiaxă mare de 2,5838688 UAi, o excentricitate de 0,05, o înclinație de 14,15476 ° în raport cu ecliptica.